# Dillinger
 Dillinger és una pel·lícula estatunidenca escrita i dirigida per John Milius, i estrenada el 1973. Ha estat doblada al català.

## Argument
La pel·lícula explica els últims anys de la vida del gàngster John Dillinger i de l'agent de l'FBI Melvin Purvis llançat a la seva persecució, en el context de la Gran Depressió dels anys 1930.

## Repartiment
- Warren Oates: John Dillinger
- Ben Johnson: Melvin Purvis
- Michelle Phillips: Billie Frechette
- Cloris Leachman: Anna Sage
- Harry Dean Stanton: Homer Van Meter
- Geoffrey Lewis: Harry Pierpont
- John P. Ryan: Charles Mackley
- Richard Dreyfuss: Baby Face Nelson
- Steve Kanaly: Pretty Boy Floyd
- John Martino: Eddie Martin
- Roy Jenson: Samuel Cowley
- Read Morgan: Big Jim Wollard
- Frank McRae: Reed Youngblood

## Premis i nominacions
Nominacions
- 1974: Globus d'Or a la nova promesa femenina per Michelle Phillips[3]